# Нарки
Нарки (Narke  (лат.)) — род скатов семейства нарковых отряда электрических скатов. Это хрящевые рыбы, ведущие донный образ жизни, с крупными, уплощёнными грудными и брюшными плавниками в форме диска, толстым и коротким хвостом и одним спинным плавником. Они способны генерировать электрический ток. Обитают в водах Индо-Тихоокеанской области и у берегов Южной Африки. В настоящее время к роду относят 3 вида. 
- Narke capensis (Gmelin, 1789) — Капская нарка[1]
- Narke dipterygia (Bloch & Schneider) — Индо-тихоокеанская нарка, или индийский электрический скат
- Narke japonica (Temminck & Schlegel, 1850) — Японская нарка, или японский электрический скат

## Иллюстрации

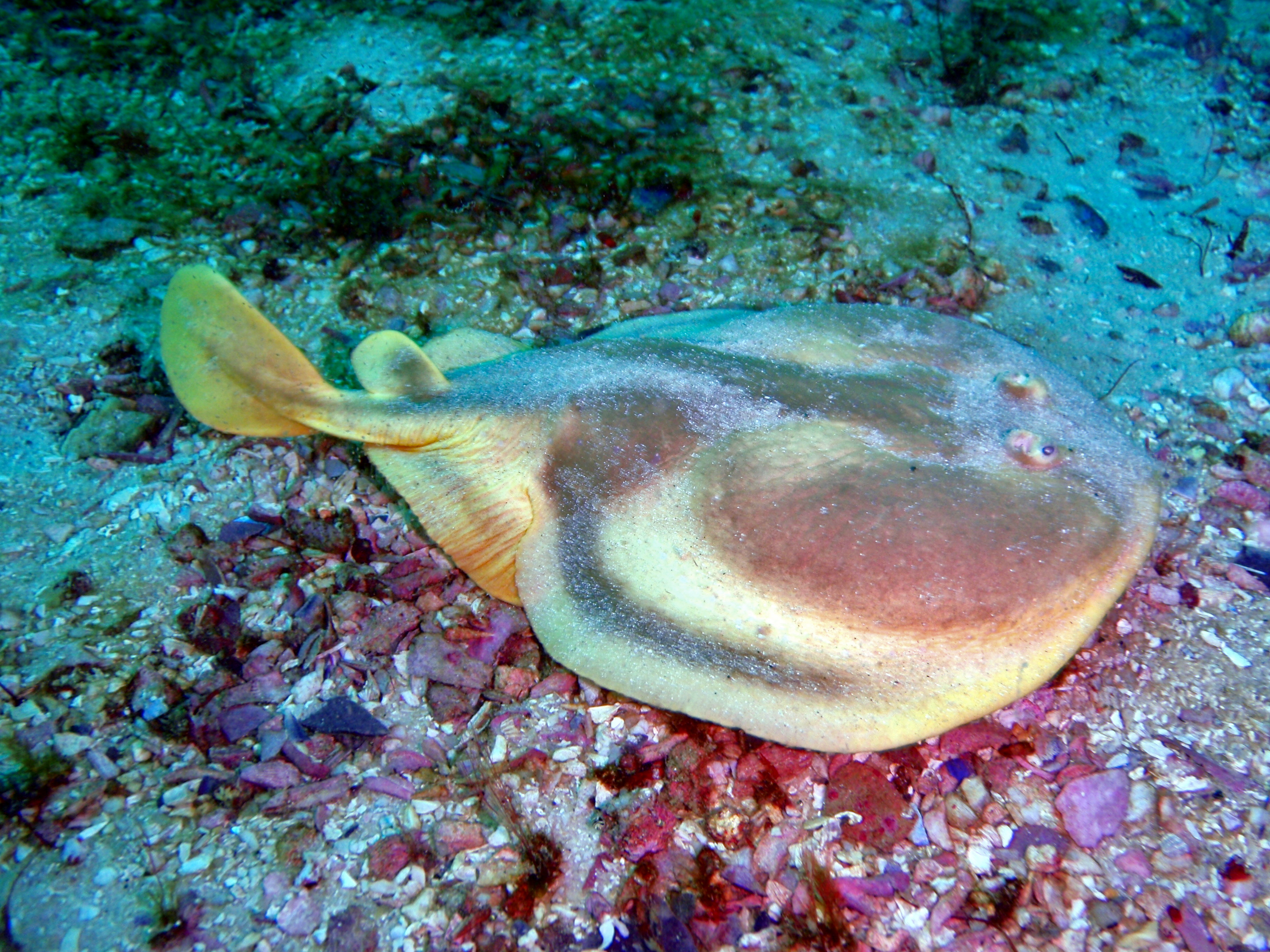
Капская нарка
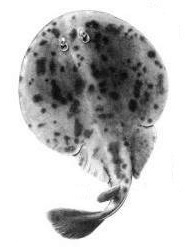
Японская нарка